# Jaroslav Škarvada
Jaroslav Škarvada (14 de setembro de 1924 - Praga, 14 de junho de 2010) foi um prelado tcheco da Igreja Católica que serviu como bispo de Litomyšl e bispo auxiliar da Arquidiocese de Praga.

## Biografia
Em 12 de março de 1949, foi ordenado sacerdote pelo arcebispo Luigi Traglia em Praga, na República Tcheca.
Foi consagrado bispo pelo Papa João Paulo II na Basílica de São Pedro, no Vaticano em 6 de janeiro de 1983.
Jaroslav morreu em 14 de junho de 2010 aos 85 anos.